# Opisthius
Opisthius is een geslacht van kevers uit de familie van de loopkevers (Carabidae). De wetenschappelijke naam van het geslacht is voor het eerst geldig gepubliceerd in 1837 door Kirby.

## Soorten
Het geslacht Opisthius is monotypisch en omvat slechts de volgende soort:
- Opisthius richardsony Kirby, 1837